# Mercedes-Benz W188
Mercedes-Benz 300 S — торгова назва серії купе і кабріолетів, збудованих на основі лімузина 300. Внутрішньо називається W188. Дводверний автомобіль був представлений на автосалоні в Парижі у жовтні 1951 року.

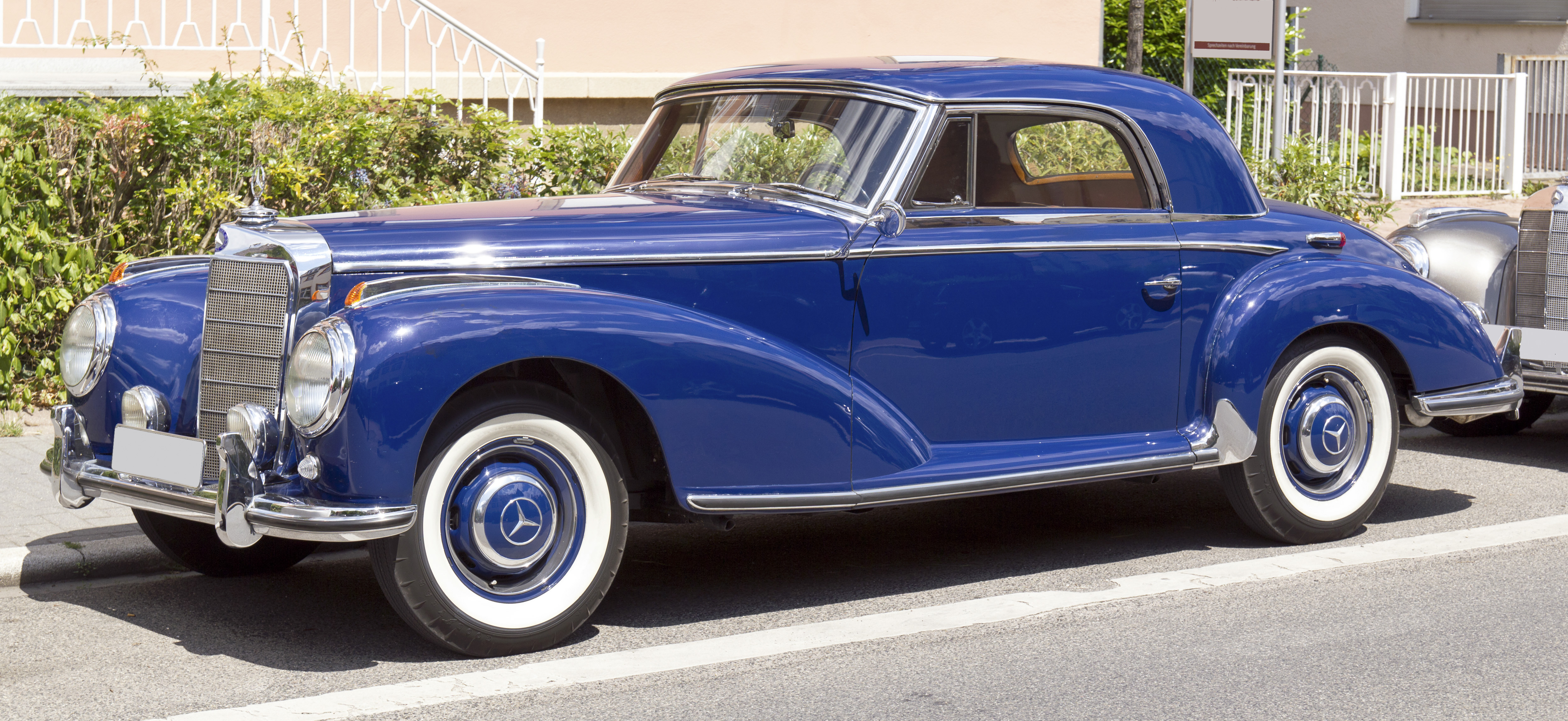
Mercedes Benz 300 S Coupé

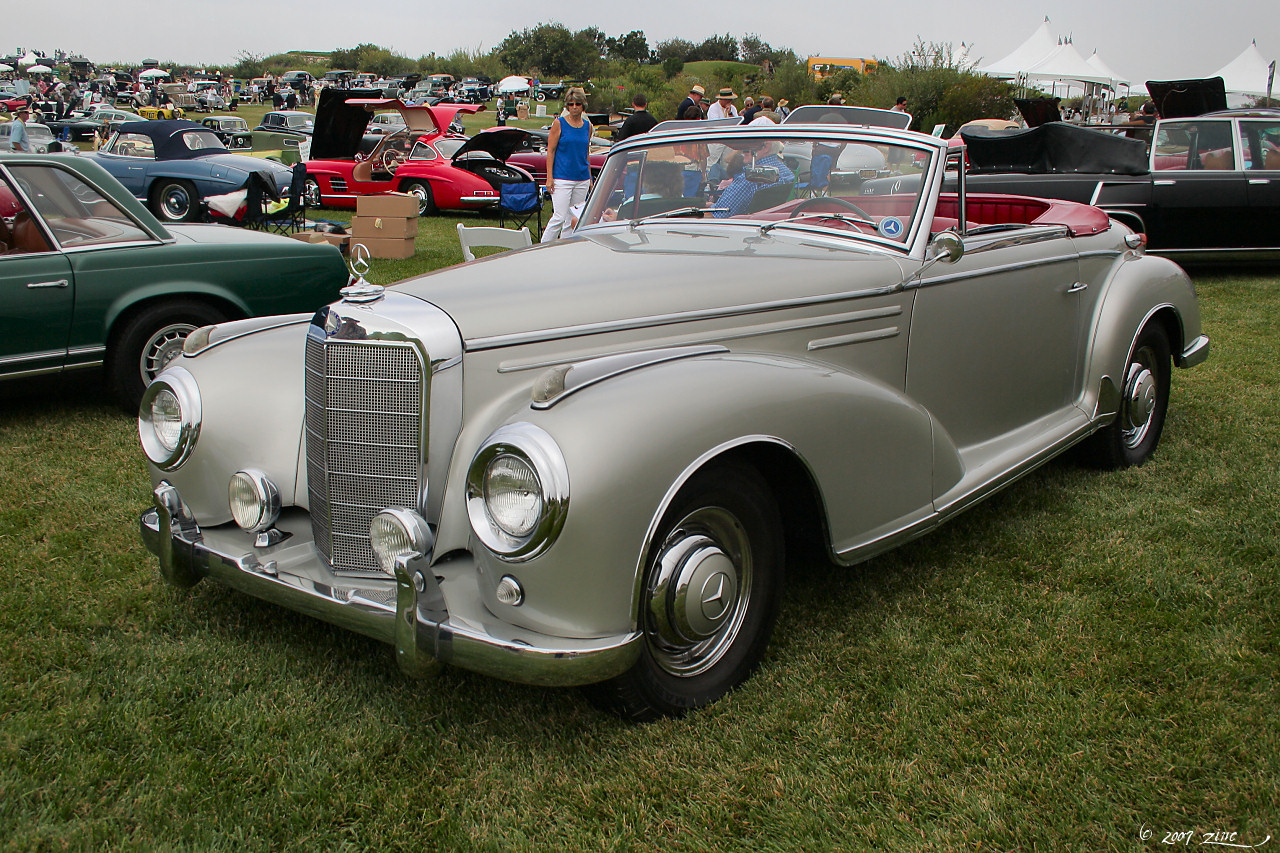
Mercedes-Benz 300 Sc Roadster

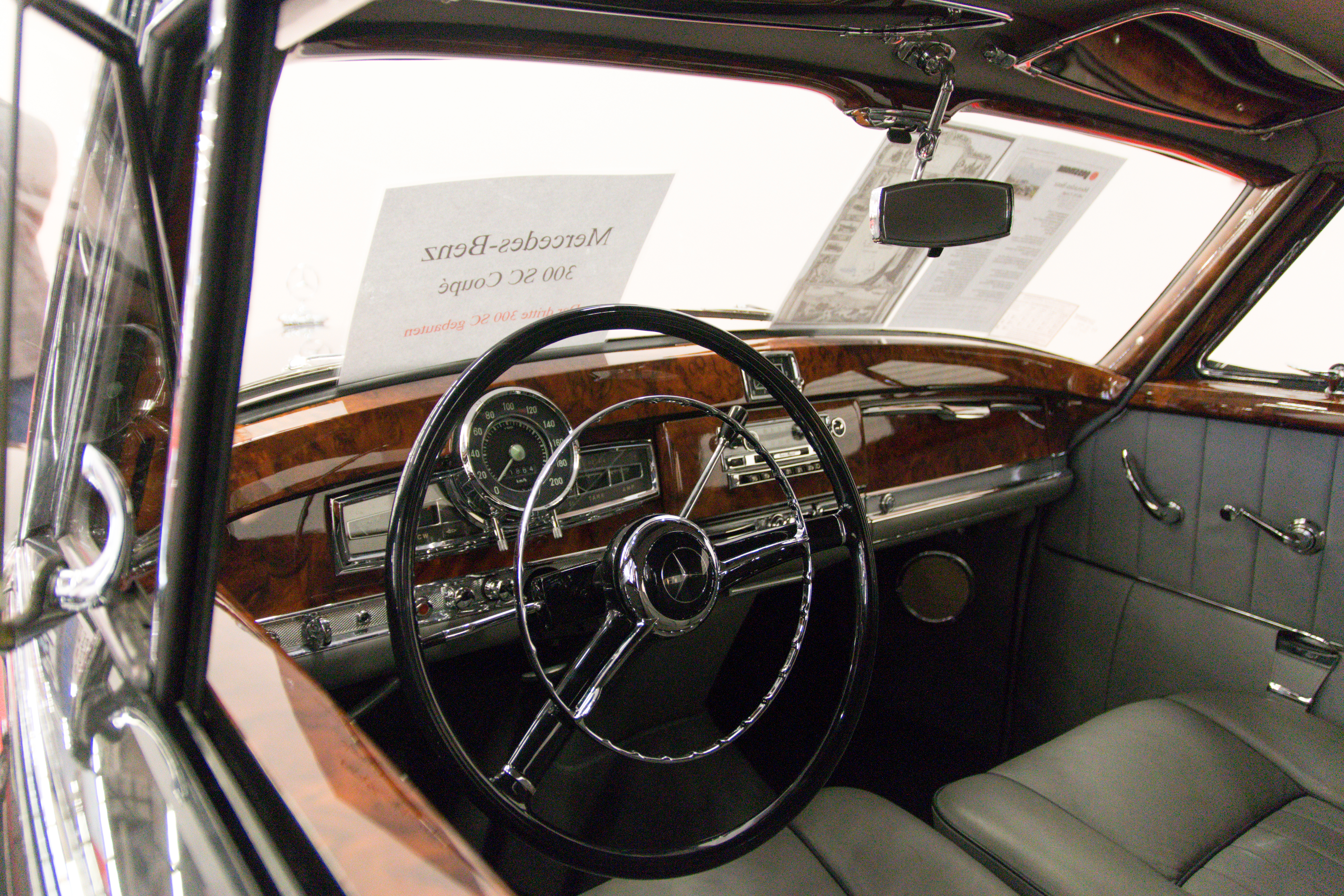

Mercedes-Benz 300 S, розроблений на вкороченому шасі лімузина, був останній автомобіль Mercedes, який комплектувався великим розмаїттям колісної бази: купе і кабріолети короткі ("A") і довгі ("B"), яких можна розпізнати по наявності або відсутності додаткових бічних вікон за дверима. Автомобілі W188 зустрічається рідше ніж знаменитий 300 SL "Gullwing".
Разом з седанами 300 серії, ці моделі були останні автомобілі Daimler-Benz, збудовані на окремій рамі. Всі наступні легкові автомобілі цієї отримали тримальний кузов.

## Двигуни
- Typ 300 S 2996 см3 M188 I6 160 к.с.
- Typ 300 Sc 2996 см3 M188 I6 175 к.с.